# Chiesa di Sant'Antonio alla Saccara
La chiesa di Sant'Antonio alla Saccara è un edificio religioso di Caltanissetta, all'interno del quartiere della Saccara.
Fu costruita intorno al XVIII secolo grazie alle offerte dei fedeli e fu intitolata a Santa Maria di Montemaggiore. Dopo la soppressione degli ordini religiosi e la conseguente chiusura della vicina chiesa di Santa Flavia, si sentì l'esigenza di ingradire questa chiesetta e nel 1866, ad opera dei sacerdoti Giuseppe Polizzi e Alfonso Tumminelli, iniziarono i lavori. 
Il 30 aprile 1877 fu riaperta al culto e creata succursale della parrocchia (che all'epoca era la sola Chiesa Cattedrale). Per volontà del vescovo Monsignor Guttadauro nel 1881 venne istituita la Pia Unione di Sant'Agnese per la formazione delle catechiste. 
Nel 1911 le sorse accanto l'istituto Boccone del Povero, che possedeva al suo interno una cappella dedicata a sant'Antonio di Padova. Dopo la prima guerra mondiale nell'Istituto vennero accolte le orfane dei caduti e la cappella divenne troppo angusta, per cui si chiese e ottenne che la chiesa di Santa Maria di Montemaggiore supplisse come oratorio per le suore e le fanciulle. Vi fu, quindi, trasferita la statua di sant'Antonio e, essendo ormai distrutta l'antica chiesa dedicata al santo, la gente prese a chiamare questa "chiesa di Sant'Antonio". Le suore bocconiste lasciarono l'Istituto alla fine del XX secolo e la chiesa è rimasta una rettoria, che si vivacizza nei giorni della tredicina in onore di sant'Antonio.
La facciata, senza particolari elementi decorativi, si sviluppa su due ordini, ed è sormontata da un campanile a vela.
All'interno, sull'altare maggiore, si conserva una piccola statua di sant'Antonio di Padova che porge ai poveri il pane.